# Fléchinelle
Fléchinelle is een dorp in de Franse gemeente Enquin-lez-Guinegatte in het departement Pas-de-Calais in de regio Hauts-de-France. Fléchinelle ligt in het zuiden van de gemeente, anderhalve kilometer ten zuidoosten van het dorpscentrum van Enquin-les-Mines.

## Geschiedenis

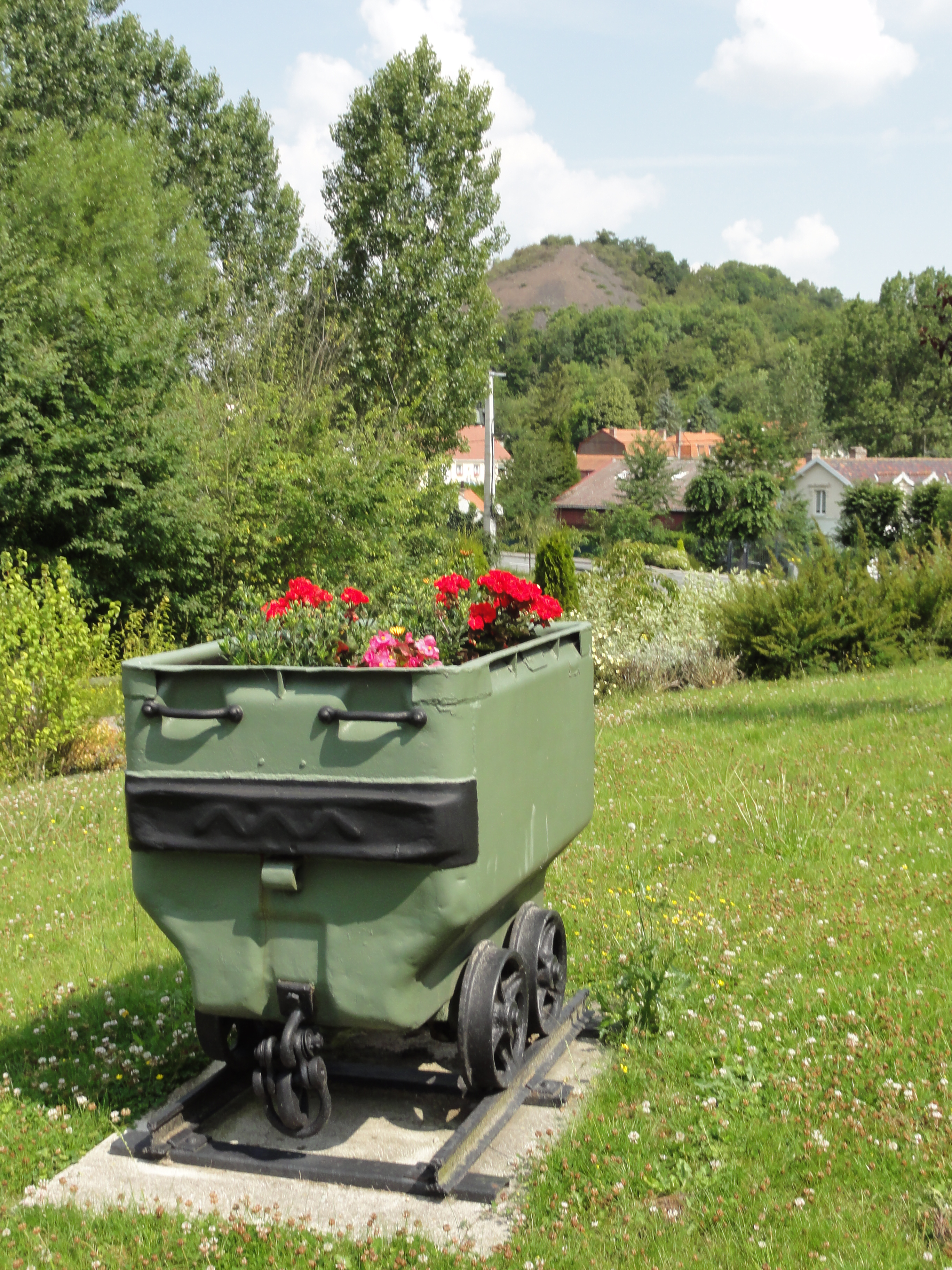
Mijnwagentje, met terril op achtergrond

Een oude vermelding van de plaats dateert uit de twaalfde eeuw als Felcinel.
Op het eind van het ancien régime werd Fléchinelle een gemeente. In 1822 werd de gemeente (151 inwoners in 1821) al opgeheven en samen met Serny aangehecht bij de gemeente Enquin.
In het midden van de 19de eeuw werd in de buurt van Fléchinelle steenkool ontdekt. De Compagnie des mines de la Lys-Supérieure verkreeg hier een concessie (Concession de Fléchinelle) in de jaren 1850 en begon nabij Fléchinelle met de exploitatie van een mijn. De mijn kende na een tijd rendabiliteitsproblemen en sloot al rond 1928.
Enquin-les-Mines was onderdeel van het kanton Fauquembergues totdat dit op 22 maart 2015 werd opgeheven en de gemeente werden opgenomen in het kanton Fruges. Op 1 januari 2017 fuseerde de gemeente met Enguinegatte tot de commune nouvelle Enquin-lez-Guinegatte.

## Bezienswaardigheden
- De Église Saint-Wandrille

Enguinegatte‎ · Enquin-les-Mines · Fléchinelle · Serny